# 2002 CQ154
2002 CQ154 est un objet transneptunien de la famille des cubewanos, dont l'orbite est mal connue. 

## Caractéristiques
2002 CQ154 mesure environ 230 km de diamètre.